# Pan (København)
 For alternative betydninger, se Pan (flertydig). (Se også artikler, som begynder med Pan)
PAN Club Copenhagen var et meget populært diskotek beliggende på Knabrostræde 3, som henvendte sig til homoseksuelle. Stedet har siden dets åbning i 1980 og indtil lukningen i 1996 været det eneste deciderede diskotek for bøsser og lesbiske i København. Stedet blev genoplivet på samme adresse som kommercielt sted i 1996 og eksisterede indtil 2007. Der var PAN diskoteker i flere danske byer, bl.a. i Aarhus fra 1976-2006, men ingen af dem eksisterer i dag.
Stedet hed derefter K3 og reklamerede med gayfriendly unisexklub om lørdagen. Stedet lukkede igen i juli 2011.
Diskoteket bestod af fire etager med seks barer og en karaoke-bar. Derudover fandtes der en del lounges. Der var to dansegulve, hvor der ved det ene mest spilledes dance og techno, mens der ved det andet spilledes pop og gamle klassikere. I de senere år var stedet blevet et populært diskotek også for heteroseksuelle.
Som en kuriositet kan det nævnes, at Britney Spears besøgte stedet i 2004.
Pan Club lukkede i dets tidligere form lørdag den 14. april 2007, idet det økonomiske grundlag for at drive stedet ikke længere var til stede.

## Historie
- 10. juli 1970: Forbundet af 1948 (LBL) åbnede den første PAN Club i restaurant Maritime i Nybrogade 28. Denne fungerede ved hjælp af frivilligt arbejdskraft.
- 1979: PAN Club restaurenten lukker i slutningen af 1979.
- 1980: PAN Club åbnes for første gang Knabrostræde 3.
- 1994: LBL går i betalingsstandsning og PAN Club lukker samme år i august i København, Aalborg, Aabenraa, Kolding og Odense . Pan Club i Aarhus fortsætter dog.
- Marts 1996: PAN Club blev genåbnet af nu afdøde Thorstein Viggoson
- 1. maj 2005: PAN Club blev overtaget af nye ejere.
- 14. april 2007: PAN Club lukker.